# Centurion (Rom)
 For alternative betydninger, se Centurion. (Se også artikler, som begynder med Centurion)
Centurion, [kænturjon] (fra (latin): centuria over centum; hundrede), var den mest udbredte officersgrad i den romerske hær. En centurion havde som minimum kommandoen over en centurie, som var den næstmindste kampenhed i en romersk legion efter et contubernium. Centurionens vigtigste opgave var at opretholde den romerske hærs jernhårde disciplin.